# Finska Konstföreningen
Finska Konstföreningen (finska: Suomen Taideyhdistys) grundades 1846 i Helsingfors med syfte att stödja den finländska bildkonsten och främja ett allmänt konstintresse. 
En av stiftarna var Zacharias Topelius, som också var föreningens sekreterare i mer än 20 år. En annan som var med från början var Nils Abraham Gyldén.
Föreningen delar bland annat ut stipendier och anordnar utställningar.
Finska Konstföreningen har tidigare drivit konstutbildning i Helsingfors och Åbo. År 1848 öppnades Finska Konstföreningens ritskola i Helsingfors och 1852 övertog konstföreningen Åbo ritskola och öppnade Finska Konstföreningens ritskola i Åbo. 
Ritskolan i Helsingfors övertogs 1939 av Finlands konstakademi och omdöptes till Finlands konstakademis skola. Den inrymdes  liksom konstföreningens samlingar i Ateneum-byggnaden, förstatligades på 1970-talet och blev Bildkonstakademin. Ritskolan i Åbo har efter ombildningar blivit konstfakulteten vid Åbo yrkeshögskola.

## Priser
Föreningen delar årligen ut fyra priser: Dukatpriset, Hederspriset, Litteraturpriset och William Thuring-priset.